# Bakplaat

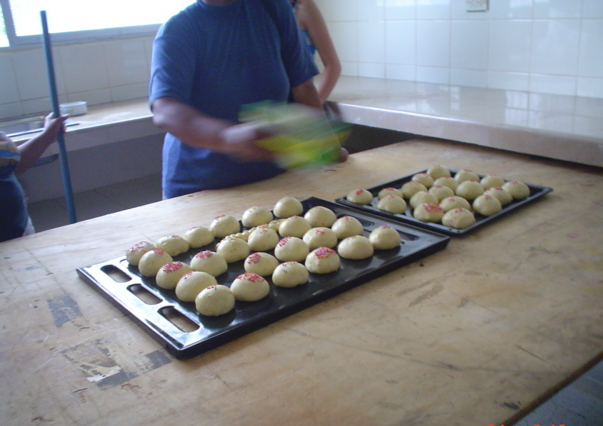
bakplaten

Een bakplaat is een voorwerp dat wordt gebruikt om baksels in en uit een oven te transporteren.
De plaat is in de regel een rechthoekige metalen plaat met opgezette kanten van bijvoorbeeld aluminium. Om vastkleven tijdens het bakproces te voorkomen zijn er platen met een anti-aanbaklaag. Wanneer een dergelijke laag niet aanwezig is, kan bakpapier gebruikt worden of de plaat wordt ingevet met bijvoorbeeld boter of olie.
In de oven is een railsysteem aangebracht, zodat de bakplaat op verschillende hoogten in de oven kan worden geschoven. In een bakkerij worden er normaal gesproken meerdere bakplaten tegelijk in de oven geplaatst. Ook kan het zijn dat er karren worden gebruikt, waarin een groot aantal bakplaten kan worden geplaatst. Deze karren worden vervolgens in zijn geheel in de oven gereden.
Wanneer gebruik wordt gemaakt van bakvormen of ovenschalen, wordt in plaats van een bakplaat ook wel gebruikgemaakt van een bakrooster. Door de open structuur hiervan is er een betere warmtecirculatie door de oven, wat een positief effect op het bakproces heeft.
Wanneer de baktijd verstreken is, kan de bakplaat met behulp van een of twee ovenwanten uit de oven worden gehaald.

## Bakken op een ijzeren plaat
De term bakplaat wordt ook gebruikt wanneer een ijzeren plaat wordt verwarmd teneinde er voedsel op te bereiden. Een bekend voorbeeld hiervan is het Japanse Teppanyaki. Teppan staat voor ijzeren plaat terwijl yaki bakken betekent. Dergelijke bakplaten worden ook gebruikt in snackbars voor de bereiding van bijvoorbeeld hamburgers.